# Staog
Staog foi o primeiro vírus de computador escrito para o sistema operacional Linux. Foi descoberto em 1996 e as vulnerabilidades que aproveitava foram sanadas pouco depois. Não voltou a ser detetado desde então
O vírus Staog era capaz de infetar o Linux apesar do utilizador e programas necessitarem logar-se como root para efetuar qualquer tipo de operação mais sensível. O vírus explorava algumas vulnerabilidades para manter-se residente em memória. Então, infetava os ficheiros binários que eram executados.
Como o vírus estava dependente dos bugs do sistema, após correção com as atualizações, o Linux tornou-se imune ao Staog.
Staog foi escrito na linguagem de programação Assembly pelo grupo de Crackers VLAD.